# Copa Davis 2005
La Copa Davis 2005 corresponde a la 94.ª edición del torneo de tenis masculino más importante por naciones. 16 equipos participaron en el Grupo Mundial, llegando a la Final los equipos de Croacia y Eslovaquia. Ambos países, que llegaban por primera vez en la historia a estas instancias, se enfrentaron entre el 2 y el 4 de diciembre de 2005 en la ciudad de Bratislava. El equipo de Croacia, liderado por Ivan Ljubičić y Mario Ančić derrotó a los locales por 3-2 y se coronaron campeones del torneo.

## Grupo Mundial
| Equipos Participantes Grupo Mundial de 2005 | Equipos Participantes Grupo Mundial de 2005 | Equipos Participantes Grupo Mundial de 2005 | Equipos Participantes Grupo Mundial de 2005 | Equipos Participantes Grupo Mundial de 2005 | Equipos Participantes Grupo Mundial de 2005 | Equipos Participantes Grupo Mundial de 2005 | Equipos Participantes Grupo Mundial de 2005 |
| Argentina                                   | Australia                                   | Austria                                     | Bielorrusia                                 | Chile                                       | Croacia                                     | Eslovaquia                                  | España                                      |
| Estados Unidos                              | Francia                                     | Países Bajos                                | Rep. Checa                                  | Rumania                                     | Rusia                                       | Suecia                                      | Suiza                                       |
| ------------------------------------------- | ------------------------------------------- | ------------------------------------------- | ------------------------------------------- | ------------------------------------------- | ------------------------------------------- | ------------------------------------------- | ------------------------------------------- |

## Eliminatorias
|  | Octavos de final | Octavos de final |            |   | Cuartos de final | Cuartos de final |  |  | Semifinales      | Semifinales      |  |  | Final         | Final         |
|  | 4-6 de marzo     | 4-6 de marzo     |            |   | 15-17 julio      | 15-17 julio      |  |  | 23-25 septiembre | 23-25 septiembre |  |  | 2-4 diciembre | 2-4 diciembre |
|  |                  |                  |            |   |                  |                  |  |  |                  |                  |  |  |               |               |
|  |                  |                  |            |   |                  |                  |  |  |                  |                  |  |  |               |               |
|  |                  |                  |            |   |                  |                  |  |  |                  |                  |  |  |               |               |
|  | Eslovaquia       | 4                |            |   |                  |                  |  |  |                  |                  |  |  |               |               |
|  | Eslovaquia       | 4                |            |   |                  |                  |  |  |                  |                  |  |  |               |               |
|  | España *         | 1                |            |   |                  |                  |  |  |                  |                  |  |  |               |               |
|  | España *         | 1                | Eslovaquia | 4 |                  |                  |  |  |                  |                  |  |  |               |               |
|  |                  |                  |            | 4 |                  |                  |  |  |                  |                  |  |  |               |               |
|  |                  | Países Bajos     | 1          |   |                  |                  |  |  |                  |                  |  |  |               |               |
|  | Suiza *          | Países Bajos     | 1          | 2 |                  |                  |  |  |                  |                  |  |  |               |               |
|  | Suiza *          |                  |            | 2 |                  |                  |  |  |                  |                  |  |  |               |               |
|  | Países Bajos     | 3                |            |   |                  |                  |  |  |                  |                  |  |  |               |               |
|  | Países Bajos     | 3                | Eslovaquia | 4 |                  |                  |  |  |                  |                  |  |  |               |               |
|  |                  |                  |            | 4 |                  |                  |  |  |                  |                  |  |  |               |               |
|  |                  | Argentina        | 1          |   |                  |                  |  |  |                  |                  |  |  |               |               |
|  | Australia        | Argentina        | 1          | 5 |                  |                  |  |  |                  |                  |  |  |               |               |
|  | Australia        |                  |            | 5 |                  |                  |  |  |                  |                  |  |  |               |               |
|  | Austria *        | 0                |            |   |                  |                  |  |  |                  |                  |  |  |               |               |
|  | Austria *        | 0                | Australia  | 1 |                  |                  |  |  |                  |                  |  |  |               |               |
|  |                  |                  |            | 1 |                  |                  |  |  |                  |                  |  |  |               |               |
|  |                  | Argentina        | 4          |   |                  |                  |  |  |                  |                  |  |  |               |               |
|  | Argentina *      | Argentina        | 4          | 5 |                  |                  |  |  |                  |                  |  |  |               |               |
|  | Argentina *      |                  |            | 5 |                  |                  |  |  |                  |                  |  |  |               |               |
|  | República Checa  | 0                |            |   |                  |                  |  |  |                  |                  |  |  |               |               |
|  | República Checa  | 0                | Eslovaquia | 2 |                  |                  |  |  |                  |                  |  |  |               |               |
|  |                  |                  |            | 2 |                  |                  |  |  |                  |                  |  |  |               |               |
|  |                  | Croacia          | 3          |   |                  |                  |  |  |                  |                  |  |  |               |               |
|  | Rusia *          | Croacia          | 3          | 4 |                  |                  |  |  |                  |                  |  |  |               |               |
|  | Rusia *          |                  |            | 4 |                  |                  |  |  |                  |                  |  |  |               |               |
|  | Chile            | 1                |            |   |                  |                  |  |  |                  |                  |  |  |               |               |
|  | Chile            | 1                | Rusia      | 3 |                  |                  |  |  |                  |                  |  |  |               |               |
|  |                  |                  |            | 3 |                  |                  |  |  |                  |                  |  |  |               |               |
|  |                  | Francia          | 2          |   |                  |                  |  |  |                  |                  |  |  |               |               |
|  | Francia *        | Francia          | 2          | 3 |                  |                  |  |  |                  |                  |  |  |               |               |
|  | Francia *        |                  |            | 3 |                  |                  |  |  |                  |                  |  |  |               |               |
|  | Suecia           | 2                |            |   |                  |                  |  |  |                  |                  |  |  |               |               |
|  | Suecia           | 2                | Rusia      | 2 |                  |                  |  |  |                  |                  |  |  |               |               |
|  |                  |                  |            | 2 |                  |                  |  |  |                  |                  |  |  |               |               |
|  |                  | Croacia          | 3          |   |                  |                  |  |  |                  |                  |  |  |               |               |
|  | Rumania          | Croacia          | 3          | 3 |                  |                  |  |  |                  |                  |  |  |               |               |
|  | Rumania          |                  |            | 3 |                  |                  |  |  |                  |                  |  |  |               |               |
|  | Bielorrusia *    | 2                |            |   |                  |                  |  |  |                  |                  |  |  |               |               |
|  | Bielorrusia *    | 2                | Rumania    | 1 |                  |                  |  |  |                  |                  |  |  |               |               |
|  |                  |                  |            | 1 |                  |                  |  |  |                  |                  |  |  |               |               |
|  |                  | Croacia          | 4          |   |                  |                  |  |  |                  |                  |  |  |               |               |
|  | Estados Unidos * | Croacia          | 4          | 2 |                  |                  |  |  |                  |                  |  |  |               |               |
|  | Estados Unidos * |                  |            | 2 |                  |                  |  |  |                  |                  |  |  |               |               |
|  | Croacia          | 3                |            |   |                  |                  |  |  |                  |                  |  |  |               |               |
|  | Croacia          | 3                |            |   |                  |                  |  |  |                  |                  |  |  |               |               |

*: Cabezas de serie. En cursiva, equipo juega de local.

### Primera ronda
| | Bandera de Eslovaquia | Eslovaquia                 | 4     | 1     | España | Bandera de España |  |
| --- | --------------------- | -------------------------- | ----- | ----- | ------ | ----------------- |  |
| Centro Nacional de Tenis de Bratislava, Eslovaquia 4 al 6 de marzo de 2005 |                       |                            |       |       |        |                   |  |
| \| 1 \| \| Karol Beck \| 6 \| 7 \| 6 \| \| \| \| 1 \| \| Feliciano López \| 4 \| 6 \| 3 \| \| \| \| 2 \| \| Dominik Hrbaty \| 6 \| 6 \| 6 (7) \| 6 \| \| \| 2 \| \| Fernando Verdasco \| 3 \| 4 \| 7 \| 3 \| \| \| 3 \| \| Karol Beck-Michal Mertinak \| 7 \| 6 \| 7 \| \| \| \| 3 \| \| Albert Costa-Rafael Nadal \| 6 (3) \| 4 \| 6 (8) \| \| \| \| 4 \| \| Michal Mertinak \| 6 \| 6 (3) \| 6 \| \| \| \| 4 \| \| Feliciano López \| 0 \| 7 \| 4 \| \| \| \| 5 \| \| Kamil Capkovic \| 2 \| 2 \| \| \| \| \| 5 \| \| Fernando Verdasco \| 6 \| 6 \| \| \| \| |                       |                            |       |       |        |                   |  |
| 1 | Bandera de Eslovaquia | Karol Beck                 | 6     | 7     | 6      |                   |  |
| 1 | Bandera de España     | Feliciano López            | 4     | 6     | 3      |                   |  |
| 2 | Bandera de Eslovaquia | Dominik Hrbaty             | 6     | 6     | 6 (7)  | 6                 |  |
| 2 | Bandera de España     | Fernando Verdasco          | 3     | 4     | 7      | 3                 |  |
| 3 | Bandera de Eslovaquia | Karol Beck-Michal Mertinak | 7     | 6     | 7      |                   |  |
| 3 | Bandera de España     | Albert Costa-Rafael Nadal  | 6 (3) | 4     | 6 (8)  |                   |  |
| 4 | Bandera de Eslovaquia | Michal Mertinak            | 6     | 6 (3) | 6      |                   |  |
| 4 | Bandera de España     | Feliciano López            | 0     | 7     | 4      |                   |  |
| 5 | Bandera de Eslovaquia | Kamil Capkovic             | 2     | 2     |        |                   |  |
| 5 | Bandera de España     | Fernando Verdasco          | 6     | 6     |        |                   |  |

| | Bandera de Suiza            | Suiza                                | 2      | 3     | Países Bajos | Bandera de los Países Bajos |   |
| --- | --------------------------- | ------------------------------------ | ------ | ----- | ------------ | --------------------------- | - |
| Expo Centre, Friburgo, Suiza 4 al 6 de marzo de 2005 |                             |                                      |        |       |              |                             |   |
| \| 1 \| \| Marco Chiudinelli \| 6 (4) \| 6 \| 3 \| 7 \| 2 \| \| 1 \| \| Sjeng Schalken \| 7 \| 4 \| 6 \| 5 \| 6 \| \| 2 \| \| Stanislas Wawrinka \| 6 (12) \| 7 \| 6 (7) \| 4 \| \| \| 2 \| \| Peter Wessels \| 7 \| 6 (4) \| 7 \| 6 \| \| \| 3 \| \| Yves Allegro-George Bastl \| 5 \| 4 \| 7 \| 7 \| 9 \| \| 3 \| \| Dennis van Scheppingen-Peter Wessels \| 7 \| 6 \| 6 (5) \| 5 \| 7 \| \| 4 \| \| Stanislas Wawrinka \| 6 \| 2 \| 4 \| 6 \| 7 \| \| 4 \| \| Sjeng Schalken \| 1 \| 6 \| 6 \| 2 \| 9 \| \| 5 \| \| Marco Chiudinelli \| 4 \| \| \| \| \| \| 5 \| \| Peter Wessels \| 6 \| R \| \| \| \| |                             |                                      |        |       |              |                             |   |
| 1 | Bandera de Suiza            | Marco Chiudinelli                    | 6 (4)  | 6     | 3            | 7                           | 2 |
| 1 | Bandera de los Países Bajos | Sjeng Schalken                       | 7      | 4     | 6            | 5                           | 6 |
| 2 | Bandera de Suiza            | Stanislas Wawrinka                   | 6 (12) | 7     | 6 (7)        | 4                           |   |
| 2 | Bandera de los Países Bajos | Peter Wessels                        | 7      | 6 (4) | 7            | 6                           |   |
| 3 | Bandera de Suiza            | Yves Allegro-George Bastl            | 5      | 4     | 7            | 7                           | 9 |
| 3 | Bandera de los Países Bajos | Dennis van Scheppingen-Peter Wessels | 7      | 6     | 6 (5)        | 5                           | 7 |
| 4 | Bandera de Suiza            | Stanislas Wawrinka                   | 6      | 2     | 4            | 6                           | 7 |
| 4 | Bandera de los Países Bajos | Sjeng Schalken                       | 1      | 6     | 6            | 2                           | 9 |
| 5 | Bandera de Suiza            | Marco Chiudinelli                    | 4      |       |              |                             |   |
| 5 | Bandera de los Países Bajos | Peter Wessels                        | 6      | R     |              |                             |   |

| | Bandera de Australia | Australia                     | 5     | 0 | Austria | Bandera de Austria |   |
| --- | -------------------- | ----------------------------- | ----- | - | ------- | ------------------ | - |
| Centro Internacional de Tenis de Sídney, Australia 4 al 6 de marzo de 2005 |                      |                               |       |   |         |                    |   |
| \| 1 \| \| Lleyton Hewitt \| 6 \| 6 \| 6 \| \| \| \| 1 \| \| Alexander Peya \| 2 \| 3 \| 4 \| \| \| \| 2 \| \| Wayne Arthurs \| 7 \| 6 \| 6 \| \| \| \| 2 \| \| Jürgen Melzer \| 6 (5) \| 2 \| 4 \| \| \| \| 3 \| \| Wayne Arthurs-Todd Woodbridge \| 4 \| 6 \| 2 \| 6 \| 7 \| \| 3 \| \| Julian Knowle-Jürgen Melzer \| 6 \| 3 \| 6 \| 4 \| 5 \| \| 4 \| \| Todd Woodbridge \| 6 \| 4 \| 7 \| \| \| \| 4 \| \| Marco Mirnegg \| 3 \| 6 \| 5 \| \| \| \| 5 \| \| Chris Guccione \| 6 \| 6 \| \| \| \| \| 5 \| \| Alexander Peya \| 3 \| 4 \| \| \| \| |                      |                               |       |   |         |                    |   |
| 1 | Bandera de Australia | Lleyton Hewitt                | 6     | 6 | 6       |                    |   |
| 1 | Bandera de Austria   | Alexander Peya                | 2     | 3 | 4       |                    |   |
| 2 | Bandera de Australia | Wayne Arthurs                 | 7     | 6 | 6       |                    |   |
| 2 | Bandera de Austria   | Jürgen Melzer                 | 6 (5) | 2 | 4       |                    |   |
| 3 | Bandera de Australia | Wayne Arthurs-Todd Woodbridge | 4     | 6 | 2       | 6                  | 7 |
| 3 | Bandera de Austria   | Julian Knowle-Jürgen Melzer   | 6     | 3 | 6       | 4                  | 5 |
| 4 | Bandera de Australia | Todd Woodbridge               | 6     | 4 | 7       |                    |   |
| 4 | Bandera de Austria   | Marco Mirnegg                 | 3     | 6 | 5       |                    |   |
| 5 | Bandera de Australia | Chris Guccione                | 6     | 6 |         |                    |   |
| 5 | Bandera de Austria   | Alexander Peya                | 3     | 4 |         |                    |   |

| | Bandera de Argentina       | Argentina                        | 5 | 0 | República Checa | Bandera de República Checa |  |
| --- | -------------------------- | -------------------------------- | - | - | --------------- | -------------------------- |  |
| Buenos Aires Lawn Tennis Club, Argentina 4 al 6 de marzo de 2005 |                            |                                  |   |   |                 |                            |  |
| \| 1 \| \| David Nalbandian \| 4 \| 6 \| 6 \| 6 \| \| \| 1 \| \| Jiri Novak \| 6 \| 2 \| 3 \| 4 \| \| \| 2 \| \| Guillermo Coria \| 6 \| 3 \| 6 \| 6 \| \| \| 2 \| \| Tomáš Berdych \| 3 \| 6 \| 0 \| 3 \| \| \| 3 \| \| Guillermo Cañas-David Nalbandian \| 6 \| 4 \| 6 \| 6 \| \| \| 3 \| \| Jan Hernych-Tomáš Zíb \| 3 \| 6 \| 1 \| 2 \| \| \| 4 \| \| Guillermo Coria \| 6 \| 6 \| \| \| \| \| 4 \| \| Jan Hernych \| 3 \| 0 \| \| \| \| \| 5 \| \| Agustín Calleri \| 6 \| 6 \| \| \| \| \| 5 \| \| Tomáš Zíb \| 2 \| 4 \| \| \| \| |                            |                                  |   |   |                 |                            |  |
| 1 | Bandera de Argentina       | David Nalbandian                 | 4 | 6 | 6               | 6                          |  |
| 1 | Bandera de República Checa | Jiri Novak                       | 6 | 2 | 3               | 4                          |  |
| 2 | Bandera de Argentina       | Guillermo Coria                  | 6 | 3 | 6               | 6                          |  |
| 2 | Bandera de República Checa | Tomáš Berdych                    | 3 | 6 | 0               | 3                          |  |
| 3 | Bandera de Argentina       | Guillermo Cañas-David Nalbandian | 6 | 4 | 6               | 6                          |  |
| 3 | Bandera de República Checa | Jan Hernych-Tomáš Zíb            | 3 | 6 | 1               | 2                          |  |
| 4 | Bandera de Argentina       | Guillermo Coria                  | 6 | 6 |                 |                            |  |
| 4 | Bandera de República Checa | Jan Hernych                      | 3 | 0 |                 |                            |  |
| 5 | Bandera de Argentina       | Agustín Calleri                  | 6 | 6 |                 |                            |  |
| 5 | Bandera de República Checa | Tomáš Zíb                        | 2 | 4 |                 |                            |  |

| | Bandera de Rusia | Rusia                           | 4     | 1     | Chile | Bandera de Chile |   |
| --- | ---------------- | ------------------------------- | ----- | ----- | ----- | ---------------- | - |
| Estadio Olímpico de Moscú, Rusia 4 al 6 de marzo de 2005 |                  |                                 |       |       |       |                  |   |
| \| 1 \| \| Mijaíl Yuzhny \| 6 (4) \| 7 \| 3 \| 6 (4) \| \| \| 1 \| \| Fernando González \| 7 \| 5 \| 6 \| 7 \| \| \| 2 \| \| Marat Safin \| 6 \| 3 \| 6 \| 7 \| \| \| 2 \| \| Adrián García \| 1 \| 6 \| 3 \| 6 (4) \| \| \| 3 \| \| Marat Safin-Mijaíl Yuzhny \| 6 \| 6 \| 6 \| \| \| \| 3 \| \| Adrián García-Fernando González \| 3 \| 4 \| 3 \| \| \| \| 4 \| \| Marat Safin \| 7 \| 7 \| 1 \| 6 (3) \| 6 \| \| 4 \| \| Fernando González \| 6 (4) \| 6 (5) \| 6 \| 7 \| 4 \| \| 5 \| \| Nikolay Davydenko \| 6 \| 6 \| \| \| \| \| 5 \| \| Paul Capdeville \| 2 \| 1 \| \| \| \| |                  |                                 |       |       |       |                  |   |
| 1 | Bandera de Rusia | Mijaíl Yuzhny                   | 6 (4) | 7     | 3     | 6 (4)            |   |
| 1 | Bandera de Chile | Fernando González               | 7     | 5     | 6     | 7                |   |
| 2 | Bandera de Rusia | Marat Safin                     | 6     | 3     | 6     | 7                |   |
| 2 | Bandera de Chile | Adrián García                   | 1     | 6     | 3     | 6 (4)            |   |
| 3 | Bandera de Rusia | Marat Safin-Mijaíl Yuzhny       | 6     | 6     | 6     |                  |   |
| 3 | Bandera de Chile | Adrián García-Fernando González | 3     | 4     | 3     |                  |   |
| 4 | Bandera de Rusia | Marat Safin                     | 7     | 7     | 1     | 6 (3)            | 6 |
| 4 | Bandera de Chile | Fernando González               | 6 (4) | 6 (5) | 6     | 7                | 4 |
| 5 | Bandera de Rusia | Nikolay Davydenko               | 6     | 6     |       |                  |   |
| 5 | Bandera de Chile | Paul Capdeville                 | 2     | 1     |       |                  |   |

| | Bandera de Francia | Francia                       | 3     | 2 | Suecia | Bandera de Suecia |  |
| --- | ------------------ | ----------------------------- | ----- | - | ------ | ----------------- |  |
| Hall Rhénus Sport, Estrasburgo, Francia 4 al 6 de marzo de 2005 |                    |                               |       |   |        |                   |  |
| \| 1 \| \| Paul-Henri Mathieu \| 6 \| 6 \| 6 \| \| \| \| 1 \| \| Joachim Johansson \| 3 \| 4 \| 2 \| \| \| \| 2 \| \| Sébastien Grosjean \| 4 \| 4 \| 6 (1) \| \| \| \| 2 \| \| Thomas Johansson \| 6 \| 6 \| 7 \| \| \| \| 3 \| \| Arnaud Clément-Michael Llodra \| 7 \| 6 \| 6 (4) \| 6 \| \| \| 3 \| \| Simon Aspelin-Jonas Björkman \| 6 (5) \| 4 \| 7 \| 4 \| \| \| 4 \| \| Sébastien Grosjean \| 6 \| 1 \| 4 \| 1 \| \| \| 4 \| \| Joachim Johansson \| 3 \| 6 \| 6 \| 6 \| \| \| 5 \| \| Paul-Henri Mathieu \| 6 \| 6 \| 6 (4) \| 6 \| \| \| 5 \| \| Thomas Johansson \| 1 \| 4 \| 7 \| 4 \| \| |                    |                               |       |   |        |                   |  |
| 1 | Bandera de Francia | Paul-Henri Mathieu            | 6     | 6 | 6      |                   |  |
| 1 | Bandera de Suecia  | Joachim Johansson             | 3     | 4 | 2      |                   |  |
| 2 | Bandera de Francia | Sébastien Grosjean            | 4     | 4 | 6 (1)  |                   |  |
| 2 | Bandera de Suecia  | Thomas Johansson              | 6     | 6 | 7      |                   |  |
| 3 | Bandera de Francia | Arnaud Clément-Michael Llodra | 7     | 6 | 6 (4)  | 6                 |  |
| 3 | Bandera de Suecia  | Simon Aspelin-Jonas Björkman  | 6 (5) | 4 | 7      | 4                 |  |
| 4 | Bandera de Francia | Sébastien Grosjean            | 6     | 1 | 4      | 1                 |  |
| 4 | Bandera de Suecia  | Joachim Johansson             | 3     | 6 | 6      | 6                 |  |
| 5 | Bandera de Francia | Paul-Henri Mathieu            | 6     | 6 | 6 (4)  | 6                 |  |
| 5 | Bandera de Suecia  | Thomas Johansson              | 1     | 4 | 7      | 4                 |  |

| | Bandera de Rumania     | Rumania                      | 3     | 2     | Bielorrusia | Bandera de Bielorrusia |  |
| --- | ---------------------- | ---------------------------- | ----- | ----- | ----------- | ---------------------- |  |
| Sala Sporturilor, Braşov, Rumania 4 al 6 de marzo de 2005 |                        |                              |       |       |             |                        |  |
| \| 1 \| \| Victor Hanescu \| 6 (6) \| 4 \| 6 \| 4 \| \| \| 1 \| \| Max Mirnyi \| 7 \| 6 \| 3 \| 6 \| \| \| 2 \| \| Andrei Pavel \| 6 \| 7 \| 7 \| \| \| \| 2 \| \| Vladímir Volchkov \| 4 \| 6 (2) \| 6 (2) \| \| \| \| 3 \| \| Andrei Pavel-Gabriel Trifu \| 6 (3) \| 3 \| 4 \| \| \| \| 3 \| \| Max Mirnyi-Vladímir Volchkov \| 7 \| 6 \| 6 \| \| \| \| 4 \| \| Andrei Pavel \| 6 \| 7 \| 4 \| 6 \| \| \| 4 \| \| Max Mirnyi \| 1 \| 6 (0) \| 6 \| 3 \| \| \| 5 \| \| Victor Hanescu \| 7 \| 6 \| 7 \| \| \| \| 5 \| \| Vladímir Volchkov \| 6 (2) \| 4 \| 6 (6) \| \| \| |                        |                              |       |       |             |                        |  |
| 1 | Bandera de Rumania     | Victor Hanescu               | 6 (6) | 4     | 6           | 4                      |  |
| 1 | Bandera de Bielorrusia | Max Mirnyi                   | 7     | 6     | 3           | 6                      |  |
| 2 | Bandera de Rumania     | Andrei Pavel                 | 6     | 7     | 7           |                        |  |
| 2 | Bandera de Bielorrusia | Vladímir Volchkov            | 4     | 6 (2) | 6 (2)       |                        |  |
| 3 | Bandera de Rumania     | Andrei Pavel-Gabriel Trifu   | 6 (3) | 3     | 4           |                        |  |
| 3 | Bandera de Bielorrusia | Max Mirnyi-Vladímir Volchkov | 7     | 6     | 6           |                        |  |
| 4 | Bandera de Rumania     | Andrei Pavel                 | 6     | 7     | 4           | 6                      |  |
| 4 | Bandera de Bielorrusia | Max Mirnyi                   | 1     | 6 (0) | 6           | 3                      |  |
| 5 | Bandera de Rumania     | Victor Hanescu               | 7     | 6     | 7           |                        |  |
| 5 | Bandera de Bielorrusia | Vladímir Volchkov            | 6 (2) | 4     | 6 (6)       |                        |  |

| |                    | Estados Unidos            | 2 | 3     | Croacia | Bandera de Croacia |   |
| --- | ------------------ | ------------------------- | - | ----- | ------- | ------------------ | - |
| The Home Deport Center, Los Ángeles, Estados Unidos 4 al 6 de marzo de 2005 |                    |                           |   |       |         |                    |   |
| \| 1 \| \| Andre Agassi \| 3 \| 6 (0) \| 3 \| \| \| \| 1 \| \| Ivan Ljubičić \| 6 \| 7 \| 6 \| \| \| \| 2 \| \| Andy Roddick \| 4 \| 6 \| 6 \| 6 \| \| \| 2 \| \| Mario Ančić \| 6 \| 2 \| 1 \| 4 \| \| \| 3 \| \| Bob Bryan-Mike Bryan \| 6 \| 6 (8) \| 4 \| 4 \| \| \| 3 \| \| Mario Ančić-Ivan Ljubičić \| 3 \| 7 \| 6 \| 6 \| \| \| 4 \| \| Andy Roddick \| 6 \| 3 \| 6 (11) \| 7 \| 2 \| \| 4 \| \| Ivan Ljubičić \| 4 \| 6 \| 7 \| 6 (7) \| 6 \| \| 5 \| \| Bob Bryan \| 6 \| 3 \| 6 \| \| \| \| 5 \| \| Roko Karanušić \| 2 \| 6 \| 1 \| \| \| |                    |                           |   |       |         |                    |   |
| 1 |                    | Andre Agassi              | 3 | 6 (0) | 3       |                    |   |
| 1 | Bandera de Croacia | Ivan Ljubičić             | 6 | 7     | 6       |                    |   |
| 2 |                    | Andy Roddick              | 4 | 6     | 6       | 6                  |   |
| 2 | Bandera de Croacia | Mario Ančić               | 6 | 2     | 1       | 4                  |   |
| 3 |                    | Bob Bryan-Mike Bryan      | 6 | 6 (8) | 4       | 4                  |   |
| 3 | Bandera de Croacia | Mario Ančić-Ivan Ljubičić | 3 | 7     | 6       | 6                  |   |
| 4 |                    | Andy Roddick              | 6 | 3     | 6 (11)  | 7                  | 2 |
| 4 | Bandera de Croacia | Ivan Ljubičić             | 4 | 6     | 7       | 6 (7)              | 6 |
| 5 |                    | Bob Bryan                 | 6 | 3     | 6       |                    |   |
| 5 | Bandera de Croacia | Roko Karanušić            | 2 | 6     | 1       |                    |   |

### Cuartos de final
| | Bandera de Eslovaquia       | Eslovaquia                       | 4     | 1 | Países Bajos | Bandera de los Países Bajos |   |
| --- | --------------------------- | -------------------------------- | ----- | - | ------------ | --------------------------- | - |
| Centro Nacional de Tenis Sibamac, Bratislava, Eslovaquia 15 al 17 de julio de 2005 |                             |                                  |       |   |              |                             |   |
| \| 1 \| \| Dominik Hrbaty \| 6 \| 5 \| 6 \| 6 \| \| \| 1 \| \| Raemon Sluiter \| 1 \| 7 \| 4 \| 3 \| \| \| 2 \| \| Karol Beck \| 7 \| 5 \| 7 \| 4 \| 2 \| \| 2 \| \| Peter Wessels \| 6 (5) \| 7 \| 6 (3) \| 6 \| 6 \| \| 3 \| \| Karol Beck-Michal Mertinak \| 5 \| 6 \| 6 \| 7 \| \| \| 3 \| \| Paul Haarhuis-Melle van Gemerden \| 7 \| 3 \| 4 \| 5 \| \| \| 4 \| \| Dominik Hrbaty \| 6 \| 6 \| 3 \| \| \| \| 4 \| \| Peter Wessels \| 3 \| 1 \| 0 \| R \| \| \| 5 \| \| Michal Mertinak \| 4 \| 6 \| 6 \| \| \| \| 5 \| \| Melle van Gemerden \| 6 \| 3 \| 4 \| \| \| |                             |                                  |       |   |              |                             |   |
| 1 | Bandera de Eslovaquia       | Dominik Hrbaty                   | 6     | 5 | 6            | 6                           |   |
| 1 | Bandera de los Países Bajos | Raemon Sluiter                   | 1     | 7 | 4            | 3                           |   |
| 2 | Bandera de Eslovaquia       | Karol Beck                       | 7     | 5 | 7            | 4                           | 2 |
| 2 | Bandera de los Países Bajos | Peter Wessels                    | 6 (5) | 7 | 6 (3)        | 6                           | 6 |
| 3 | Bandera de Eslovaquia       | Karol Beck-Michal Mertinak       | 5     | 6 | 6            | 7                           |   |
| 3 | Bandera de los Países Bajos | Paul Haarhuis-Melle van Gemerden | 7     | 3 | 4            | 5                           |   |
| 4 | Bandera de Eslovaquia       | Dominik Hrbaty                   | 6     | 6 | 3            |                             |   |
| 4 | Bandera de los Países Bajos | Peter Wessels                    | 3     | 1 | 0            | R                           |   |
| 5 | Bandera de Eslovaquia       | Michal Mertinak                  | 4     | 6 | 6            |                             |   |
| 5 | Bandera de los Países Bajos | Melle van Gemerden               | 6     | 3 | 4            |                             |   |

| | Bandera de Australia | Australia                       | 1     | 4      | Argentina | Bandera de Argentina |  |
| --- | -------------------- | ------------------------------- | ----- | ------ | --------- | -------------------- |  |
| Centro Internacional de Tenis de Sídney, Australia 15 al 17 de julio de 2005 |                      |                                 |       |        |           |                      |  |
| \| 1 \| \| Lleyton Hewitt \| 7 \| 6 \| 1 \| 6 \| \| \| 1 \| \| Guillermo Coria \| 6 (5) \| 1 \| 6 \| 2 \| \| \| 2 \| \| Wayne Arthurs \| 3 \| 6 (8) \| 7 \| 2 \| \| \| 2 \| \| David Nalbandian \| 6 \| 7 \| 5 \| 6 \| \| \| 3 \| \| Wayne Arthurs-Lleyton Hewitt \| 6 (6) \| 4 \| 3 \| \| \| \| 3 \| \| David Nalbandian-Mariano Puerta \| 7 \| 6 \| 6 \| \| \| \| 4 \| \| Lleyton Hewitt \| 2 \| 4 \| 4 \| \| \| \| 4 \| \| David Nalbandian \| 6 \| 6 \| 6 \| \| \| \| 5 \| \| Peter Luczak \| 3 \| 6 (11) \| \| \| \| \| 5 \| \| Guillermo Coria \| 6 \| 7 \| \| \| \| |                      |                                 |       |        |           |                      |  |
| 1 | Bandera de Australia | Lleyton Hewitt                  | 7     | 6      | 1         | 6                    |  |
| 1 | Bandera de Argentina | Guillermo Coria                 | 6 (5) | 1      | 6         | 2                    |  |
| 2 | Bandera de Australia | Wayne Arthurs                   | 3     | 6 (8)  | 7         | 2                    |  |
| 2 | Bandera de Argentina | David Nalbandian                | 6     | 7      | 5         | 6                    |  |
| 3 | Bandera de Australia | Wayne Arthurs-Lleyton Hewitt    | 6 (6) | 4      | 3         |                      |  |
| 3 | Bandera de Argentina | David Nalbandian-Mariano Puerta | 7     | 6      | 6         |                      |  |
| 4 | Bandera de Australia | Lleyton Hewitt                  | 2     | 4      | 4         |                      |  |
| 4 | Bandera de Argentina | David Nalbandian                | 6     | 6      | 6         |                      |  |
| 5 | Bandera de Australia | Peter Luczak                    | 3     | 6 (11) |           |                      |  |
| 5 | Bandera de Argentina | Guillermo Coria                 | 6     | 7      |           |                      |  |

| | Bandera de Rusia   | Rusia                         | 3 | 2 | Francia | Bandera de Francia |  |
| --- | ------------------ | ----------------------------- | - | - | ------- | ------------------ |  |
| Estadio Olímpico de Moscú, Rusia 15 al 17 de julio de 2005 |                    |                               |   |   |         |                    |  |
| \| 1 \| \| Igor Andreev \| 4 \| 3 \| 6 (1) \| \| \| \| 1 \| \| Richard Gasquet \| 6 \| 6 \| 7 \| \| \| \| 2 \| \| Nikolay Davydenko \| 7 \| 6 \| 7 \| \| \| \| 2 \| \| Paul-Henri Mathieu \| 5 \| 2 \| 5 \| \| \| \| 3 \| \| Igor Andreev-Mijaíl Yuzhny \| 5 \| 4 \| 7 \| 2 \| \| \| 3 \| \| Arnaud Clément-Michael Llodra \| 7 \| 6 \| 6 (3) \| 6 \| \| \| 4 \| \| Nikolay Davydenko \| 6 \| 4 \| 6 \| 6 \| \| \| 4 \| \| Richard Gasquet \| 2 \| 6 \| 2 \| 1 \| \| \| 5 \| \| Igor Andreev \| 6 \| 6 \| 6 \| \| \| \| 5 \| \| Paul-Henri Mathieu \| 0 \| 2 \| 1 \| \| \| |                    |                               |   |   |         |                    |  |
| 1 | Bandera de Rusia   | Igor Andreev                  | 4 | 3 | 6 (1)   |                    |  |
| 1 | Bandera de Francia | Richard Gasquet               | 6 | 6 | 7       |                    |  |
| 2 | Bandera de Rusia   | Nikolay Davydenko             | 7 | 6 | 7       |                    |  |
| 2 | Bandera de Francia | Paul-Henri Mathieu            | 5 | 2 | 5       |                    |  |
| 3 | Bandera de Rusia   | Igor Andreev-Mijaíl Yuzhny    | 5 | 4 | 7       | 2                  |  |
| 3 | Bandera de Francia | Arnaud Clément-Michael Llodra | 7 | 6 | 6 (3)   | 6                  |  |
| 4 | Bandera de Rusia   | Nikolay Davydenko             | 6 | 4 | 6       | 6                  |  |
| 4 | Bandera de Francia | Richard Gasquet               | 2 | 6 | 2       | 1                  |  |
| 5 | Bandera de Rusia   | Igor Andreev                  | 6 | 6 | 6       |                    |  |
| 5 | Bandera de Francia | Paul-Henri Mathieu            | 0 | 2 | 1       |                    |  |

| | Bandera de Croacia | Croacia                    | 4     | 1     | Rumania | Bandera de Rumania |   |
| --- | ------------------ | -------------------------- | ----- | ----- | ------- | ------------------ | - |
| Dvorana SC Gripe, Split, Croacia 15 al 17 de julio de 2005 |                    |                            |       |       |         |                    |   |
| \| 1 \| \| Mario Ančić \| 6 \| 4 \| 6 \| 3 \| 4 \| \| 1 \| \| Andrei Pavel \| 1 \| 6 \| 4 \| 6 \| 6 \| \| 2 \| \| Ivan Ljubičić \| 6 \| 6 \| 7 \| \| \| \| 2 \| \| Victor Hanescu \| 3 \| 2 \| 6 (3) \| \| \| \| 3 \| \| Mario Ančić-Ivan Ljubičić \| 5 \| 6 \| 6 (9) \| 6 \| 6 \| \| 3 \| \| Andrei Pavel-Gabriel Trifu \| 7 \| 4 \| 7 \| 4 \| 4 \| \| 4 \| \| Ivan Ljubičić \| 6 \| 6 \| 6 \| \| \| \| 4 \| \| Andrei Pavel \| 3 \| 4 \| 3 \| \| \| \| 5 \| \| Mario Ančić \| 7 \| 7 \| \| \| \| \| 5 \| \| Victor Hanescu \| 6 (3) \| 6 (8) \| \| \| \| |                    |                            |       |       |         |                    |   |
| 1 | Bandera de Croacia | Mario Ančić                | 6     | 4     | 6       | 3                  | 4 |
| 1 | Bandera de Rumania | Andrei Pavel               | 1     | 6     | 4       | 6                  | 6 |
| 2 | Bandera de Croacia | Ivan Ljubičić              | 6     | 6     | 7       |                    |   |
| 2 | Bandera de Rumania | Victor Hanescu             | 3     | 2     | 6 (3)   |                    |   |
| 3 | Bandera de Croacia | Mario Ančić-Ivan Ljubičić  | 5     | 6     | 6 (9)   | 6                  | 6 |
| 3 | Bandera de Rumania | Andrei Pavel-Gabriel Trifu | 7     | 4     | 7       | 4                  | 4 |
| 4 | Bandera de Croacia | Ivan Ljubičić              | 6     | 6     | 6       |                    |   |
| 4 | Bandera de Rumania | Andrei Pavel               | 3     | 4     | 3       |                    |   |
| 5 | Bandera de Croacia | Mario Ančić                | 7     | 7     |         |                    |   |
| 5 | Bandera de Rumania | Victor Hanescu             | 6 (3) | 6 (8) |         |                    |   |

### Semifinales
| | Bandera de Eslovaquia | Eslovaquia                      | 4     | 1 | Argentina | Bandera de Argentina |  |
| --- | --------------------- | ------------------------------- | ----- | - | --------- | -------------------- |  |
| Centro Nacional de Tenis Sibamac, Bratislava, Eslovaquia 23 al 25 de septiembre de 2005 |                       |                                 |       |   |           |                      |  |
| \| 1 \| \| Karol Beck \| 7 \| 6 \| 6 \| \| \| \| 1 \| \| Guillermo Coria \| 5 \| 4 \| 4 \| \| \| \| 2 \| \| Dominik Hrbaty \| 6 \| 5 \| 5 \| 3 \| \| \| 2 \| \| David Nalbandian \| 3 \| 7 \| 7 \| 6 \| \| \| 3 \| \| Karol Beck-Michal Mertinak \| 7 \| 7 \| 7 \| \| \| \| 3 \| \| David Nalbandian-Mariano Puerta \| 6 (5) \| 5 \| 6 (5) \| \| \| \| 4 \| \| Dominik Hrbaty \| 7 \| 6 \| 6 \| \| \| \| 4 \| \| Guillermo Coria \| 6 (2) \| 2 \| 3 \| \| \| \| 5 \| \| Karol Kucera \| 4 \| 6 \| 2 \| \| \| \| 5 \| \| Mariano Puerta \| 6 \| 3 \| 1 \| R \| \| |                       |                                 |       |   |           |                      |  |
| 1 | Bandera de Eslovaquia | Karol Beck                      | 7     | 6 | 6         |                      |  |
| 1 | Bandera de Argentina  | Guillermo Coria                 | 5     | 4 | 4         |                      |  |
| 2 | Bandera de Eslovaquia | Dominik Hrbaty                  | 6     | 5 | 5         | 3                    |  |
| 2 | Bandera de Argentina  | David Nalbandian                | 3     | 7 | 7         | 6                    |  |
| 3 | Bandera de Eslovaquia | Karol Beck-Michal Mertinak      | 7     | 7 | 7         |                      |  |
| 3 | Bandera de Argentina  | David Nalbandian-Mariano Puerta | 6 (5) | 5 | 6 (5)     |                      |  |
| 4 | Bandera de Eslovaquia | Dominik Hrbaty                  | 7     | 6 | 6         |                      |  |
| 4 | Bandera de Argentina  | Guillermo Coria                 | 6 (2) | 2 | 3         |                      |  |
| 5 | Bandera de Eslovaquia | Karol Kucera                    | 4     | 6 | 2         |                      |  |
| 5 | Bandera de Argentina  | Mariano Puerta                  | 6     | 3 | 1         | R                    |  |

| | Bandera de Croacia | Croacia                      | 3 | 2     | Rusia | Bandera de Rusia |   |
| --- | ------------------ | ---------------------------- | - | ----- | ----- | ---------------- | - |
| Dvorana SC Gripe, Split, Croacia 23 al 25 de septiembre de 2005 |                    |                              |   |       |       |                  |   |
| \| 1 \| \| Mario Ančić \| 5 \| 4 \| 7 \| 4 \| \| \| 1 \| \| Nikolay Davydenko \| 7 \| 6 \| 5 \| 6 \| \| \| 2 \| \| Ivan Ljubičić \| 3 \| 6 \| 6 \| 4 \| 6 \| \| 2 \| \| Mijaíl Yuzhny \| 6 \| 3 \| 4 \| 6 \| 4 \| \| 3 \| \| Mario Ančić-Ivan Ljubičić \| 6 \| 4 \| 7 \| 3 \| 6 \| \| 3 \| \| Igor Andreev-Dmitri Tursúnov \| 2 \| 6 \| 6 (5) \| 6 \| 4 \| \| 4 \| \| Ivan Ljubičić \| 6 \| 7 \| 6 \| \| \| \| 4 \| \| Nikolái Davydenko \| 3 \| 6 (6) \| 4 \| \| \| \| 5 \| \| Ivo Karlović \| 4 \| 4 \| \| \| \| \| 5 \| \| Dmitri Tursúnov \| 6 \| 6 \| \| \| \| |                    |                              |   |       |       |                  |   |
| 1 | Bandera de Croacia | Mario Ančić                  | 5 | 4     | 7     | 4                |   |
| 1 | Bandera de Rusia   | Nikolay Davydenko            | 7 | 6     | 5     | 6                |   |
| 2 | Bandera de Croacia | Ivan Ljubičić                | 3 | 6     | 6     | 4                | 6 |
| 2 | Bandera de Rusia   | Mijaíl Yuzhny                | 6 | 3     | 4     | 6                | 4 |
| 3 | Bandera de Croacia | Mario Ančić-Ivan Ljubičić    | 6 | 4     | 7     | 3                | 6 |
| 3 | Bandera de Rusia   | Igor Andreev-Dmitri Tursúnov | 2 | 6     | 6 (5) | 6                | 4 |
| 4 | Bandera de Croacia | Ivan Ljubičić                | 6 | 7     | 6     |                  |   |
| 4 | Bandera de Rusia   | Nikolái Davydenko            | 3 | 6 (6) | 4     |                  |   |
| 5 | Bandera de Croacia | Ivo Karlović                 | 4 | 4     |       |                  |   |
| 5 | Bandera de Rusia   | Dmitri Tursúnov              | 6 | 6     |       |                  |   |

### Final
| Centro Nacional de Tenis Sibamac, Bratislava, Eslovaquia 2 al 4 de diciembre de 2005 |                       |                                |       |   |       |   |   |
| \| 1 \| \| Karol Kučera \| 3 \| 4 \| 3 \| \| \| \| 1 \| \| Ivan Ljubičić \| 6 \| 6 \| 6 \| \| \| \| 2 \| \| Dominik Hrbaty \| 7 \| 6 \| 6 (4) \| 6 \| \| \| 2 \| \| Mario Ančić \| 6 (4) \| 4 \| 7 \| 4 \| \| \| 3 \| \| Dominik Hrbaty-Michal Mertinak \| 6 (5) \| 3 \| 6 (5) \| \| \| \| 3 \| \| Mario Ančić-Ivan Ljubičić \| 7 \| 6 \| 7 \| \| \| \| 4 \| \| Dominik Hrbaty \| 4 \| 6 \| 6 \| 3 \| 6 \| \| 4 \| \| Ivan Ljubičić \| 6 \| 3 \| 4 \| 6 \| 4 \| \| 5 \| \| Michal Mertinak \| 6 (1) \| 3 \| 4 \| \| \| \| 5 \| \| Mario Ančić \| 7 \| 6 \| 6 \| \| \| |                       |                                |       |   |       |   |   |
| 1 | Bandera de Eslovaquia | Karol Kučera                   | 3     | 4 | 3     |   |   |
| 1 | Bandera de Croacia    | Ivan Ljubičić                  | 6     | 6 | 6     |   |   |
| 2 | Bandera de Eslovaquia | Dominik Hrbaty                 | 7     | 6 | 6 (4) | 6 |   |
| 2 | Bandera de Croacia    | Mario Ančić                    | 6 (4) | 4 | 7     | 4 |   |
| 3 | Bandera de Eslovaquia | Dominik Hrbaty-Michal Mertinak | 6 (5) | 3 | 6 (5) |   |   |
| 3 | Bandera de Croacia    | Mario Ančić-Ivan Ljubičić      | 7     | 6 | 7     |   |   |
| 4 | Bandera de Eslovaquia | Dominik Hrbaty                 | 4     | 6 | 6     | 3 | 6 |
| 4 | Bandera de Croacia    | Ivan Ljubičić                  | 6     | 3 | 4     | 6 | 4 |
| 5 | Bandera de Eslovaquia | Michal Mertinak                | 6 (1) | 3 | 4     |   |   |
| 5 | Bandera de Croacia    | Mario Ančić                    | 7     | 6 | 6     |   |   |

## Grupos Regionales
A la vez que se disputa el trofeo del Grupo Mundial, se realizan durante el año diversos partidos para determinar los ganadores de las zonas continentales y los ascensos y descensos de los diversos equipos. Los clasificados de los tres Grupos 1 continentales se enfrentan posteriormente en una etapa de repesca frente a los perdedores de la primera ronda del Grupo Mundial. A continuación, un resumen de los enfrentamientos dentro de las zonas continentales:

### Grupo 1Europa/África
- Alemania: Victoria 3-2 (V) ante Sudáfrica
- Bélgica: Victoria 3-2 (V) ante Serbia y Montenegro
- Israel: Derrota 2-3 (L) ante el Reino Unido, victoria 4-1 (V) sobre Zimbabue
- Italia: Victoria 5-0 (V) sobre Luxemburgo, victoria 4-1 (L) sobre Marruecos
- Luxemburgo: Derrota 0-5 (L) ante Italia, victoria 3-2 (V) sobre Marruecos
- Marruecos: Derrota 1-4 (V) ante Italia, derrota 2-3 (V) ante Luxemburgo, victoria (L) 4-1 sobre Sudáfrica
- Reino Unido: Victoria 3-2 (V) sobre Israel
- Serbia y Montenegro: Victoria 5-0 (L) sobre Zimbabue, derrota 2-3 (L) ante Bélgica
- Sudáfrica: Derrota 2-3 (L) ante Alemania, derrota 1-4 (V) ante Marruecos
- Zimbabue: Derrota 0-5 (V) ante Serbia y Montenegro, derrota 1-4 (L) ante Israel

Clasificados para la repesca: Alemania, Bélgica, Italia y el Reino Unido
Descendidos al Grupo 2 Europa/África: Sudáfrica y Zimbabue

### Grupo 1América
- Canadá: Victoria 4-0 (V) ante Venezuela
- Ecuador: Victoria 3-2 (V) ante México, victoria 5-0 (L) sobre Paraguay
- México: Derrota 2-3 (L) ante Ecuador, victoria 5-0 (L) sobre Paraguay
- Paraguay: Derrota 0-5 (V) ante Ecuador, derrota 0-5 (V) ante México, derrota 0-5 (V) ante Perú
- Perú: Derrota 1-4 (V) ante Venezuela, victoria (L) 5-0 ante Paraguay
- Venezuela: Victoria 4-1 (L) sobre Perú, derrota 0-4 (L) ante Canadá

Clasificados para la repesca: Canadá y Ecuador
Descendido al Grupo 2 Américas: Paraguay

### Grupo 1Asia-Oceanía
- China: Derrota 0-5 (L) ante India, victoria 4-1 (L) sobre Indonesia
- China Taipéi: Victoria 3-2 (V) sobre Japón, derrota 1-4 (V) ante Pakistán
- India: Victoria 5-0 (V) ante China, victoria 5-0 (L) ante Uzbekistán
- Indonesia: Derrota 3-2 (L) ante Uzbekistán, derrota 1-4 (V) ante China, derrota 1-4 (V) ante Tailandia
- Japón: Derrota 2-3 (L) ante China Taipéi, victoria 4-1 (L) ante Tailandia
- Pakistán: Victoria 3-2 (L) sobre Tailandia, victoria 4-1 (L) sobre China Taipéi
- Tailandia: Derrota 2-3 (V) ante Pakistán, derrota 1-4 (V) ante Japón, victoria 4-1 (L) ante Indonesia
- Uzbekistán: Victoria 3-2 (V) ante Indonesia, derrota 0-5 (V) ante India.

Clasificados para la repesca: India y Pakistán
Descendido al Grupo 2 Asia-Oceanía: Indonesia

## Repesca
Los play-offs o repescas se disputan entre los clasificados de los Grupos 1 Continentales y los perdedores en Primera Ronda del Grupo Mundial. Los ganadores participarán del Grupo Mundial de la Copa Davis 2006; en cambio, los perdedores disputarán un año más su Grupo 1 Continental.
| | Bandera de Austria | Austria                            | 4 | 1 | Ecuador | Bandera de Ecuador |   |
| --- | ------------------ | ---------------------------------- | - | - | ------- | ------------------ | - |
| Werzer Arena, Portschach, Austria 23 al 25 de septiembre de 2005 |                    |                                    |   |   |         |                    |   |
| \| 1 \| \| Jürgen Melzer \| 6 \| 6 \| 6 \| \| \| \| 1 \| \| Giovanni Lapentti \| 1 \| 0 \| 2 \| \| \| \| 2 \| \| Stefan Koubek \| 7 \| 6 \| 4 \| 6 (5) \| 5 \| \| 2 \| \| Nicolás Lapentti \| 5 \| 4 \| 6 \| 7 \| 7 \| \| 3 \| \| Julian Knowle-Jürgen Melzer \| 2 \| 6 \| 6 \| 6 \| \| \| 3 \| \| Giovanni Lapentti-Nicolás Lapentti \| 6 \| 4 \| 0 \| 3 \| \| \| 4 \| \| Jürgen Melzer \| 7 \| 6 \| 7 \| \| \| \| 4 \| \| Nicolás Lapentti \| 5 \| 4 \| 5 \| \| \| \| 5 \| \| Stefan Koubek \| 6 \| 6 \| \| \| \| \| 5 \| \| Carlos Avellán \| 3 \| 2 \| \| \| \| |                    |                                    |   |   |         |                    |   |
| 1 | Bandera de Austria | Jürgen Melzer                      | 6 | 6 | 6       |                    |   |
| 1 | Bandera de Ecuador | Giovanni Lapentti                  | 1 | 0 | 2       |                    |   |
| 2 | Bandera de Austria | Stefan Koubek                      | 7 | 6 | 4       | 6 (5)              | 5 |
| 2 | Bandera de Ecuador | Nicolás Lapentti                   | 5 | 4 | 6       | 7                  | 7 |
| 3 | Bandera de Austria | Julian Knowle-Jürgen Melzer        | 2 | 6 | 6       | 6                  |   |
| 3 | Bandera de Ecuador | Giovanni Lapentti-Nicolás Lapentti | 6 | 4 | 0       | 3                  |   |
| 4 | Bandera de Austria | Jürgen Melzer                      | 7 | 6 | 7       |                    |   |
| 4 | Bandera de Ecuador | Nicolás Lapentti                   | 5 | 4 | 5       |                    |   |
| 5 | Bandera de Austria | Stefan Koubek                      | 6 | 6 |         |                    |   |
| 5 | Bandera de Ecuador | Carlos Avellán                     | 3 | 2 |         |                    |   |

| | Bandera de Canadá      | Canadá                          | 2     | 3     | Bielorrusia | Bandera de Bielorrusia |   |
| --- | ---------------------- | ------------------------------- | ----- | ----- | ----------- | ---------------------- | - |
| Rexall Centre, Toronto, Canadá 23 al 25 de septiembre de 2005 |                        |                                 |       |       |             |                        |   |
| \| 1 \| \| Frank Dancevic \| 5 \| 6 \| 4 \| 7 \| 6 \| \| 1 \| \| Vladímir Volchkov \| 7 \| 4 \| 6 \| 6 (3) \| 3 \| \| 2 \| \| Daniel Nestor \| 7 \| 5 \| 1 \| R \| \| \| 2 \| \| Max Mirnyi \| 6 (4) \| 7 \| 2 \| \| \| \| 3 \| \| Daniel Nestor-Frederic Niemeyer \| 7 \| 6 \| 3 \| 7 \| \| \| 3 \| \| Max Mirnyi-Vladímir Volchkov \| 5 \| 2 \| 6 \| 6 (6) \| \| \| 4 \| \| Frank Dancevic \| 6 \| 3 \| 4 \| 6 \| 4 \| \| 4 \| \| Max Mirnyi \| 4 \| 6 \| 6 \| 3 \| 6 \| \| 5 \| \| Frederic Niemeyer \| 2 \| 7 \| 3 \| 4 \| \| \| 5 \| \| Vladímir Volchkov \| 6 \| 6 (2) \| 6 \| 6 \| \| |                        |                                 |       |       |             |                        |   |
| 1 | Bandera de Canadá      | Frank Dancevic                  | 5     | 6     | 4           | 7                      | 6 |
| 1 | Bandera de Bielorrusia | Vladímir Volchkov               | 7     | 4     | 6           | 6 (3)                  | 3 |
| 2 | Bandera de Canadá      | Daniel Nestor                   | 7     | 5     | 1           | R                      |   |
| 2 | Bandera de Bielorrusia | Max Mirnyi                      | 6 (4) | 7     | 2           |                        |   |
| 3 | Bandera de Canadá      | Daniel Nestor-Frederic Niemeyer | 7     | 6     | 3           | 7                      |   |
| 3 | Bandera de Bielorrusia | Max Mirnyi-Vladímir Volchkov    | 5     | 2     | 6           | 6 (6)                  |   |
| 4 | Bandera de Canadá      | Frank Dancevic                  | 6     | 3     | 4           | 6                      | 4 |
| 4 | Bandera de Bielorrusia | Max Mirnyi                      | 4     | 6     | 6           | 3                      | 6 |
| 5 | Bandera de Canadá      | Frederic Niemeyer               | 2     | 7     | 3           | 4                      |   |
| 5 | Bandera de Bielorrusia | Vladímir Volchkov               | 6     | 6 (2) | 6           | 6                      |   |

| | Bandera de Chile    | Chile                           | 5 | 0     | Pakistán | Bandera de Pakistán |  |
| --- | ------------------- | ------------------------------- | - | ----- | -------- | ------------------- |  |
| Estadio Nacional, Santiago, Chile 23 al 25 de septiembre de 2005 |                     |                                 |   |       |          |                     |  |
| \| 1 \| \| Fernando González \| 6 \| 6 \| 6 \| \| \| \| 1 \| \| Aqeel Khan \| 0 \| 0 \| 1 \| \| \| \| 2 \| \| Nicolás Massú \| 6 \| 7 \| 6 \| \| \| \| 2 \| \| Aisam-Ul-Haq Qureshi \| 2 \| 6 (4) \| 1 \| \| \| \| 3 \| \| Fernando González-Nicolás Massú \| 6 \| 6 \| 6 \| \| \| \| 3 \| \| Aqeel Khan-Aisam-Ul-Haq Qureshi \| 1 \| 3 \| 0 \| \| \| \| 4 \| \| Paul Capdeville \| 6 \| 6 \| \| \| \| \| 4 \| \| Shahzad Khan \| 0 \| 1 \| \| \| \| \| 5 \| \| Adrián García \| 6 \| 6 \| \| \| \| \| 5 \| \| Aqeel Khan \| 2 \| 4 \| \| \| \| |                     |                                 |   |       |          |                     |  |
| 1 | Bandera de Chile    | Fernando González               | 6 | 6     | 6        |                     |  |
| 1 | Bandera de Pakistán | Aqeel Khan                      | 0 | 0     | 1        |                     |  |
| 2 | Bandera de Chile    | Nicolás Massú                   | 6 | 7     | 6        |                     |  |
| 2 | Bandera de Pakistán | Aisam-Ul-Haq Qureshi            | 2 | 6 (4) | 1        |                     |  |
| 3 | Bandera de Chile    | Fernando González-Nicolás Massú | 6 | 6     | 6        |                     |  |
| 3 | Bandera de Pakistán | Aqeel Khan-Aisam-Ul-Haq Qureshi | 1 | 3     | 0        |                     |  |
| 4 | Bandera de Chile    | Paul Capdeville                 | 6 | 6     |          |                     |  |
| 4 | Bandera de Pakistán | Shahzad Khan                    | 0 | 1     |          |                     |  |
| 5 | Bandera de Chile    | Adrián García                   | 6 | 6     |          |                     |  |
| 5 | Bandera de Pakistán | Aqeel Khan                      | 2 | 4     |          |                     |  |

| | Bandera de República Checa | República Checa             | 2     | 3 | Alemania | Bandera de Alemania |   |
| --- | -------------------------- | --------------------------- | ----- | - | -------- | ------------------- | - |
| Arena de Liberec, República Checa 23 al 25 de septiembre de 2005 |                            |                             |       |   |          |                     |   |
| \| 1 \| \| Tomáš Berdych \| 4 \| 4 \| 6 \| 7 \| 6 \| \| 1 \| \| Tommy Haas \| 6 \| 6 \| 1 \| 6 (9) \| 3 \| \| 2 \| \| Tomáš Zíb \| 6 (4) \| 6 \| 4 \| 2 \| \| \| 2 \| \| Nicolas Kiefer \| 7 \| 4 \| 6 \| 6 \| \| \| 3 \| \| Fratisek Cermak-Leoš Friedl \| 6 \| 5 \| 2 \| 6 \| 4 \| \| 3 \| \| Tommy Haas-Alexander Waske \| 4 \| 7 \| 6 \| 2 \| 6 \| \| 4 \| \| Tomáš Berdych \| 6 (5) \| 6 \| 2 \| 6 \| 7 \| \| 4 \| \| Nicolas Kiefer \| 7 \| 3 \| 6 \| 4 \| 5 \| \| 5 \| \| Tomáš Zíb \| 7 \| 5 \| 2 \| \| \| \| 5 \| \| Tommy Haas \| 6 (3) \| 7 \| 6 \| 6 \| \| |                            |                             |       |   |          |                     |   |
| 1 | Bandera de República Checa | Tomáš Berdych               | 4     | 4 | 6        | 7                   | 6 |
| 1 | Bandera de Alemania        | Tommy Haas                  | 6     | 6 | 1        | 6 (9)               | 3 |
| 2 | Bandera de República Checa | Tomáš Zíb                   | 6 (4) | 6 | 4        | 2                   |   |
| 2 | Bandera de Alemania        | Nicolas Kiefer              | 7     | 4 | 6        | 6                   |   |
| 3 | Bandera de República Checa | Fratisek Cermak-Leoš Friedl | 6     | 5 | 2        | 6                   | 4 |
| 3 | Bandera de Alemania        | Tommy Haas-Alexander Waske  | 4     | 7 | 6        | 2                   | 6 |
| 4 | Bandera de República Checa | Tomáš Berdych               | 6 (5) | 6 | 2        | 6                   | 7 |
| 4 | Bandera de Alemania        | Nicolas Kiefer              | 7     | 3 | 6        | 4                   | 5 |
| 5 | Bandera de República Checa | Tomáš Zíb                   | 7     | 5 | 2        |                     |   |
| 5 | Bandera de Alemania        | Tommy Haas                  | 6 (3) | 7 | 6        | 6                   |   |

| | Bandera de Italia | Italia                               | 2 | 3 | España | Bandera de España |   |
| --- | ----------------- | ------------------------------------ | - | - | ------ | ----------------- | - |
| Sporting Club Oplontti, Torre del Greco, Italia 23 al 25 de septiembre de 2005 |                   |                                      |   |   |        |                   |   |
| \| 1 \| \| Andreas Seppi \| 5 \| 3 \| 6 \| 6 \| 6 \| \| 1 \| \| Juan Carlos Ferrero \| 7 \| 6 \| \| 3 \| 2 \| \| 2 \| \| Daniele Bracciali \| 3 \| 2 \| 1 \| \| \| \| 2 \| \| Rafael Nadal \| 6 \| 6 \| 6 \| \| \| \| 3 \| \| Daniele Bracciali-Giorgio Galimberti \| 4 \| 6 \| 6 \| 4 \| 9 \| \| 3 \| \| Feliciano López-Rafael Nadal \| 6 \| 4 \| 2 \| 6 \| 7 \| \| 4 \| \| Andreas Seppi \| 1 \| 2 \| 7 \| 4 \| \| \| 4 \| \| Rafael Nadal \| 6 \| 6 \| 5 \| 6 \| \| \| 5 \| \| Daniele Bracciali \| 3 \| 0 \| 3 \| \| \| \| 5 \| \| Juan Carlos Ferrero \| 6 \| 6 \| 6 \| \| \| |                   |                                      |   |   |        |                   |   |
| 1 | Bandera de Italia | Andreas Seppi                        | 5 | 3 | 6      | 6                 | 6 |
| 1 | Bandera de España | Juan Carlos Ferrero                  | 7 | 6 |        | 3                 | 2 |
| 2 | Bandera de Italia | Daniele Bracciali                    | 3 | 2 | 1      |                   |   |
| 2 | Bandera de España | Rafael Nadal                         | 6 | 6 | 6      |                   |   |
| 3 | Bandera de Italia | Daniele Bracciali-Giorgio Galimberti | 4 | 6 | 6      | 4                 | 9 |
| 3 | Bandera de España | Feliciano López-Rafael Nadal         | 6 | 4 | 2      | 6                 | 7 |
| 4 | Bandera de Italia | Andreas Seppi                        | 1 | 2 | 7      | 4                 |   |
| 4 | Bandera de España | Rafael Nadal                         | 6 | 6 | 5      | 6                 |   |
| 5 | Bandera de Italia | Daniele Bracciali                    | 3 | 0 | 3      |                   |   |
| 5 | Bandera de España | Juan Carlos Ferrero                  | 6 | 6 | 6      |                   |   |

| | Bandera de India  | India                        | 1     | 3     | Suecia | Bandera de Suecia |  |
| --- | ----------------- | ---------------------------- | ----- | ----- | ------ | ----------------- |  |
| R.K. Khanna Tennis Stadium, Nueva Delhi, India 23 al 26 de septiembre de 2005 |                   |                              |       |       |        |                   |  |
| \| 1 \| \| Prakash Amritraj \| 4 \| 4 \| 4 \| \| \| \| 1 \| \| Jonas Björkman \| 6 \| 6 \| 6 \| \| \| \| 2 \| \| Rohan Bopanna \| 6 (3) \| 6 (2) \| 6 (4) \| \| \| \| 2 \| \| Thomas Johansson \| 7 \| 7 \| 7 \| \| \| \| 3 \| \| Mahesh Bhupathi-Leander Paes \| 3 \| 6 \| 6 \| 6 \| \| \| 3 \| \| Simon Aspelin-Jonas Björkman \| 6 \| 3 \| 4 \| 3 \| \| \| 4 \| \| Prakash Amritaj \| 4 \| 3 \| 2 \| \| \| \| 4 \| \| Thomas Johansson \| 6 \| 6 \| 6 \| \| \| |                   |                              |       |       |        |                   |  |
| 1 | Bandera de India  | Prakash Amritraj             | 4     | 4     | 4      |                   |  |
| 1 | Bandera de Suecia | Jonas Björkman               | 6     | 6     | 6      |                   |  |
| 2 | Bandera de India  | Rohan Bopanna                | 6 (3) | 6 (2) | 6 (4)  |                   |  |
| 2 | Bandera de Suecia | Thomas Johansson             | 7     | 7     | 7      |                   |  |
| 3 | Bandera de India  | Mahesh Bhupathi-Leander Paes | 3     | 6     | 6      | 6                 |  |
| 3 | Bandera de Suecia | Simon Aspelin-Jonas Björkman | 6     | 3     | 4      | 3                 |  |
| 4 | Bandera de India  | Prakash Amritaj              | 4     | 3     | 2      |                   |  |
| 4 | Bandera de Suecia | Thomas Johansson             | 6     | 6     | 6      |                   |  |

| | Bandera de Suiza | Suiza                      | 5 | 0     | Reino Unido |   |  |
| --- | ---------------- | -------------------------- | - | ----- | ----------- | - |  |
| Geneva Palexpo, Ginebra, Suiza 23 al 25 de septiembre de 2005 |                  |                            |   |       |             |   |  |
| \| 1 \| \| Roger Federer \| 6 \| 6 \| 6 \| \| \| \| 1 \| \| Alan Mackin \| 0 \| 0 \| 2 \| \| \| \| 2 \| \| Stanislas Wawrinka \| 6 \| 7 \| 6 \| \| \| \| 2 \| \| Andy Murray \| 3 \| 6 (5) \| 4 \| \| \| \| 3 \| \| Yves Allegro-Roger Federer \| 7 \| 2 \| 7 \| 6 \| \| \| 3 \| \| Andy Murray-Greg Rusedski \| 5 \| 6 \| 6 (1) \| 2 \| \| \| 4 \| \| George Bastl \| 6 \| 6 \| \| \| \| \| 4 \| \| David Sherwood \| 3 \| 0 \| \| \| \| \| 5 \| \| Stanislas Wawrinka \| 7 \| 7 \| \| \| \| \| 5 \| \| Alan Mackin \| 5 \| 6 (5) \| \| \| \| |                  |                            |   |       |             |   |  |
| 1 | Bandera de Suiza | Roger Federer              | 6 | 6     | 6           |   |  |
| 1 |                  | Alan Mackin                | 0 | 0     | 2           |   |  |
| 2 | Bandera de Suiza | Stanislas Wawrinka         | 6 | 7     | 6           |   |  |
| 2 |                  | Andy Murray                | 3 | 6 (5) | 4           |   |  |
| 3 | Bandera de Suiza | Yves Allegro-Roger Federer | 7 | 2     | 7           | 6 |  |
| 3 |                  | Andy Murray-Greg Rusedski  | 5 | 6     | 6 (1)       | 2 |  |
| 4 | Bandera de Suiza | George Bastl               | 6 | 6     |             |   |  |
| 4 |                  | David Sherwood             | 3 | 0     |             |   |  |
| 5 | Bandera de Suiza | Stanislas Wawrinka         | 7 | 7     |             |   |  |
| 5 |                  | Alan Mackin                | 5 | 6 (5) |             |   |  |

| | Bandera de Bélgica | Bélgica                        | 1     | 4     | Estados Unidos |   |   |
| --- | ------------------ | ------------------------------ | ----- | ----- | -------------- | - | - |
| Plaza de los Deportes de Lovaina, Bélgica 23 al 25 de septiembre de 2005 |                    |                                |       |       |                |   |   |
| \| 1 \| \| Olivier Rochus \| 6 \| 7 \| 6 \| \| \| \| 1 \| \| James Blake \| 4 \| 5 \| 1 \| \| \| \| 2 \| \| Christophe Rochus \| 1 \| 2 \| 3 \| \| \| \| 2 \| \| Andy Roddick \| 6 \| 6 \| 6 \| \| \| \| 3 \| \| Olivier Rochus-Kristof Vliegen \| 3 \| 7 \| 1 \| 3 \| \| \| 3 \| \| Bob Bryan-Mike Bryan \| 6 \| 6 (2) \| 6 \| 6 \| \| \| 4 \| \| Olivier Rochus \| 7 \| 6 (4) \| 6 (5) \| 6 \| 3 \| \| 4 \| \| Andy Roddick \| 6 (4) \| 7 \| 7 \| 4 \| * \| \| 5 \| \| Steve Darcis \| 5 \| 1 \| \| \| \| \| 5 \| \| James Blake \| 7 \| 6 \| \| \| \| |                    |                                |       |       |                |   |   |
| 1 | Bandera de Bélgica | Olivier Rochus                 | 6     | 7     | 6              |   |   |
| 1 |                    | James Blake                    | 4     | 5     | 1              |   |   |
| 2 | Bandera de Bélgica | Christophe Rochus              | 1     | 2     | 3              |   |   |
| 2 |                    | Andy Roddick                   | 6     | 6     | 6              |   |   |
| 3 | Bandera de Bélgica | Olivier Rochus-Kristof Vliegen | 3     | 7     | 1              | 3 |   |
| 3 |                    | Bob Bryan-Mike Bryan           | 6     | 6 (2) | 6              | 6 |   |
| 4 | Bandera de Bélgica | Olivier Rochus                 | 7     | 6 (4) | 6 (5)          | 6 | 3 |
| 4 |                    | Andy Roddick                   | 6 (4) | 7     | 7              | 4 | * |
| 5 | Bandera de Bélgica | Steve Darcis                   | 5     | 1     |                |   |   |
| 5 |                    | James Blake                    | 7     | 6     |                |   |   |